# Jean Picard (relieur)
Pour les articles homonymes, voir Jean Picard et Picard (homonymie).
Jean Picard est un relieur français de la Renaissance, actif entre 1539 et 1547 environ. Il est connu pour avoir relié de nombreux livres pour le bibliophile Jean Grolier. Il a également confectionné des reliures pour les rois de France.
Picard est associé à un style décoratif à entrelacs géométriques, favorisé par Grolier. Il a également travaillé sur d'autres styles.

## Picard et la presse Aldine
Certaines reliures de Picard sont sur des livres dans les éditions célèbres des classiques par Presse Aldine. La presse avait été fondée en 1494, et après la mort de son fondateur, Aldus Manutius, en 1515, sa famille a continué à diriger l'entreprise. En plus de relier certains livres, Picard semble avoir eu un lien plus direct avec cette presse, car un homme appelé Jean Picard dirigeait son agence parisienne dans les années 1540, vendant des livres à la commission. Toutes les sources ne conviennent pas que le libraire peut être supposé être la même personne que le relieur, bien que la possibilité qu'il soit la même personne est évidente.
Les locaux du libraire Picard étaient identifiés par l'enseigne du dauphin et de l'ancre, emblème de l'Aldine Press. Ils étaient dans la rue Saint-Jacques, une rue du quartier latin de Paris, qui était un centre de la librairie. En 1547, il rencontre des problèmes financiers et fuit ses créanciers. La presse Aldine a ensuite nommé un imprimeur appelé Le Riche comme nouvel agent. Le Riche a été remplacé après quelques années par le relieur Gomar Estienne, qui travaillait à la reliure royale, le soi-disant Atelier de Fontainebleau. Estienne semble avoir acquis certains des outils de reliure utilisés par Picard.

## Dessins de Picard
Picard est associé à un style décoratif pour lequel le terme français est entrelacs géométriques . Ce style, qui a été favorisé par Grolier, a des dessins entrelacés qui peuvent être décrits comme des bretelles ou des rubans entrelacés. Il a également travaillé dans d'autres styles